# محمد إبراهيم مصطفى
لواء محمد أحمد إبراهيم مصطفى هو وزير الداخلية المصري سابقاً، ولد بمحافظة السويس في (10 أبريل 1953-) وتخرج من كلية الشرطة عام 1976، وعقب تخرجه بدأ مهام عمله في وزارة الداخلية برتبة ملازم أول بمديرية أمن السويس عام 1980م، وظل في مديرية أمن السويس يعمل في مجال البحث الجنائي لفترة طويلة بلغت 14 عاما، حتى تم نقله في عام 1994 للعمل في مديرية أمن الدقهلية.

## حياته
ظل اللواء محمد إبراهيم يعمل في مباحث الدقهلية لمدة عام، وتم عقب ذلك نقله في 1995م للعمل في إدارة البحث الجنائي بمديرية أمن قنا، واستمر عمله بها لمدة عامين، حتى تم نقله عام 1997م للعمل في مديرية أمن الإسماعيلية في المباحث الجنائية، وظل يعمل بها لفترة طويلة بلغت 9 سنوات متواصلة حتى تم نقله في عام 2006م للعمل في قطاع التفتيش والرقابة بوزارة الداخلية.

## مناصب
تدرج اللواء محمد إبراهيم في المناصب داخل قطاع التفتيش والرقابة التي عمل بها لفترة بلغت 4 سنوات، حتى تم نقله في عام 2010م للعمل في مديرية أمن أسيوط، وتم تنصيبه نائبا لمدير أمن أسيوط، وظل في ذلك المنصب لمدة عام واحد فقط، حتى تم ترقيته في 2011م ليتولى منصب مدير أمن أسيوط، ومع بداية تكليف اللواء أحمد جمال الدين بمنصب وزير الداخلية في بداية شهر أغسطس 2012م، قرر ترقية اللواء محمد إبراهيم خلال حركة ترقيات بوزارة الداخلية ليتولى أخيرا منصب مساعد أول لوزير الداخلية مديرا لقطاع مصلحة السجون والذي ظل يعمل به حتى تم تكليفه بتولي وزارة الداخلية في عهد رئاسة محمد مرسي للجمهورية في 5 يناير 2013.

## تركه للوزارة
ترك الوزارة يوم 5 مارس 2015م في تعديل وزاري شمل 8 وزارات منهم وزيري دولة.

## الشهادات الدراسية الحاصل عليها
- ليسانس الحقوق ودبلوم علوم الشرطة عام 1976.[7]

## المناصب التي شغلها[8][9]
- 1976م مديرية أمن السويس.
- 1994م رئيس فرع البحث الجنائي بمديرية أمن الدقهلية.
- 1995م رئيس قسم المباحث الجنائية بمديرية أمن قنا.
- 1997م مدير إدارة البحث الجنائي بمديرية أمن الإسماعيلية.
- 2006م قطاع التفتيش والرقابة.
- 2010م نائب مدير أمن أسيوط.
- 2011م مدير أمن أسيوط.
- 2012م مساعد الوزير لقطاع مصلحة السجون.

## محاولة الاغتيال
تعرض في 5 سبتمبر 2013 لمحاولة اغتيال فاشلة عند مرور موكبه في شارع مصطفى النحاس بمدينة نصر بالقرب من مقر إقامته، أسفر الحادث عن إصابة 21 شخصاً، 8 من رجال الشرطة والباقي من مدنين، وعثر علي أشلاء بشرية من ضمنها رأس يعتقد أنها تخص انتحاري، وألقي بالاتهامات على جماعة الإخوان المسلمون في مصربينما قامت جماعة انصار بيت المقدس بتبني الهجوم في مقطع مرئي سموه ب" غزوة الثأر لمسلمي مصر"، كان في الفيديو شخص يدعى وليد بدر قالوا انه كان رائد في الجيش المصري ثم انشق عنه و انضم الى جماعتهم حسب زعمهم.